# 上山珊瑚
上山 珊瑚（かみやま さんご、1900年9月23日 - 1927年9月8日）は、日本の女優。本名は三田小枝子。山川浦路の実妹にして上山草人の義妹。

## 略歴
1900年、東京市麹町区に、鉱物学者の守一の娘として生まれる。東京女学館へ通うが、父の事業不振のため、大阪のプール女学院に転校後、中退。姉・千枝子（山川浦路）が上山草人と結婚したつながりから、近代劇協会が上演した舞台『ヴェニスの商人』などに出演。草人の友人だった谷崎潤一郎の紹介で1920年大正活映に入社。葉山三千子主演の『アマチュア倶楽部』に出演。谷崎潤一郎脚本映画『月の囁き』に主演予定だったが企画が頓挫。代わりに、泉鏡花原作、谷崎脚色、トーマス栗原監督の『葛飾砂子』に主演。病気のため女優を引退し、谷崎の媒酌で沼津の粉末石鹸工場経営者と結婚するもほどなく離婚。舞台の端役でなんとか食いつないでいたが、体調が好転しないまま、1927年に咽頭癌で死亡。

## 出演作
- アマチュア倶楽部（1920年）
- 葛飾砂子（1921年）
- 喜撰法師（1921年）

## 関連文献
- 佐藤未央子「上山珊瑚の足跡 : 新劇/映画女優としての位置」『同志社国文学』第94号、同志社大学国文学会、2021年3月、38-53頁、ISSN 0389-8717、NAID 40022537166。